# Pauluskirche (Wiesbaden-Erbenheim)

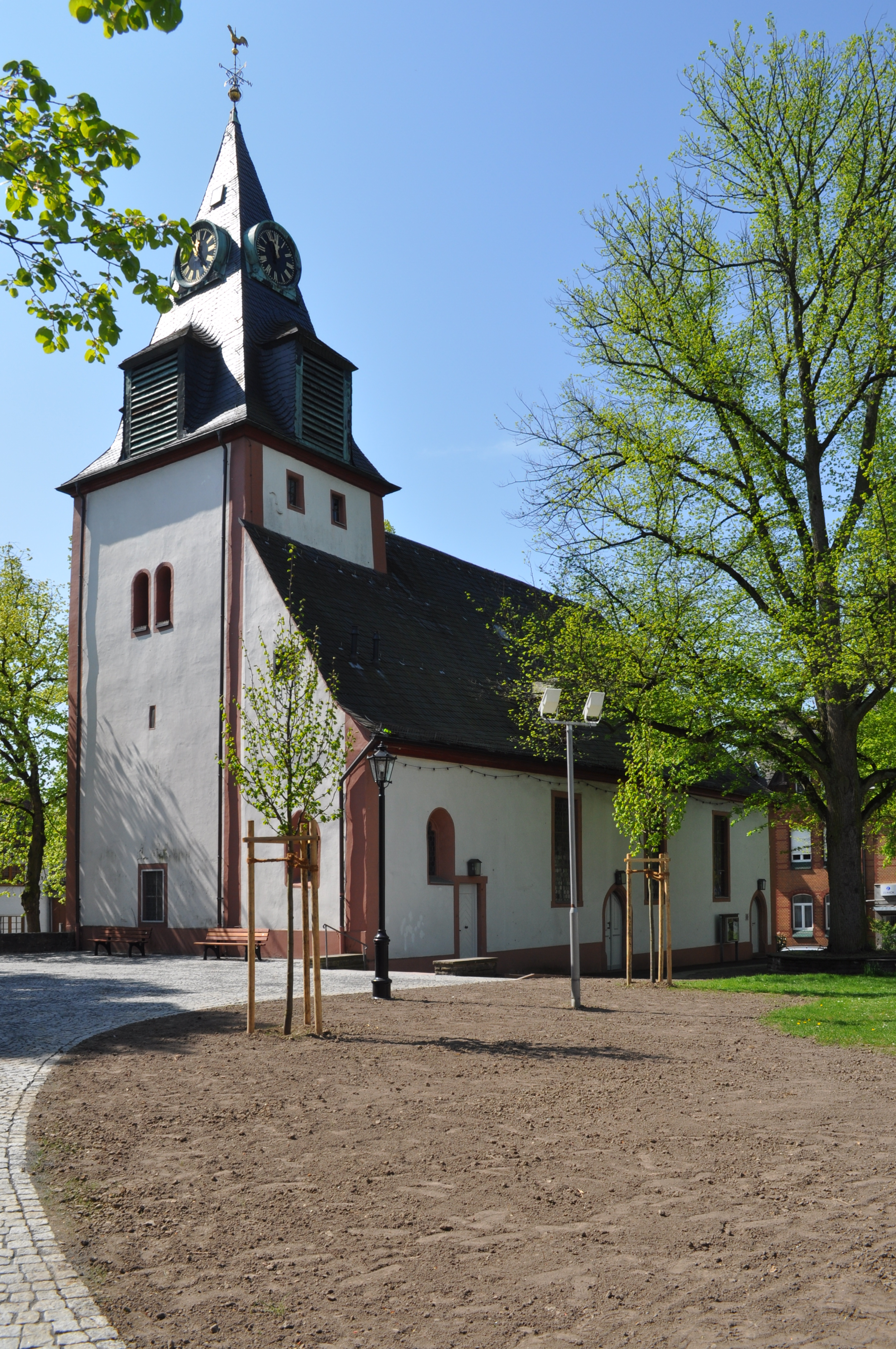
Pauluskirche (Wiesbaden-Erbenheim)

Die Evangelische Kirche Wiesbaden-Erbenheim ist ein denkmalgeschütztes Kirchengebäude, das in Wiesbaden-Erbenheim steht, einem Ortsbezirk der Landeshauptstadt Wiesbaden (Hessen). Die Kirchengemeinde gehört zum Dekanat Wiesbaden in der Propstei Rhein-Main in der Evangelischen Kirche in Hessen und Nassau.

## Beschreibung
Die im Kern mittelalterliche Saalkirche mit dem Chorturm an der Süd-Ost-Ecke des Kirchenschiffs wurde 1729–31 barock überformt und erhielt ihr heutiges Aussehen. Dabei erhielt sie größere Fenster, der Innenraum wurde mit einem flachen Tonnengewölbe überspannt und es wurden dreiseitig Emporen eingebaut. Der Chorturm ist mit einem spitzen Pyramidendach bedeckt, dessen Klangarkaden als Dachgauben ausgebildet sind. Darüber befinden sich die Zifferblätter der Turmuhr. An der Nordseite des Turms wurde am Anfang des 16. Jahrhunderts die kreuzgratgewölbte Sakristei angebaut. Sie ist heute das Treppenhaus zur Empore hinter dem 1768 aufgestellten Altar, auf der die Orgel steht. Die Orgel mit 17 Registern, einem Manual und Pedal wurde 1790 von Johann Andreas Mahr gebaut, später von der Firma Orgelbau Oberlinger umgebaut und 1998 von Förster & Nicolaus Orgelbau restauriert. Im Erdgeschoss des Turms, dem ehemaligen Chor, befindet sich ein Sakramentshaus.